# Joseph W. S. deGraft-Johnson

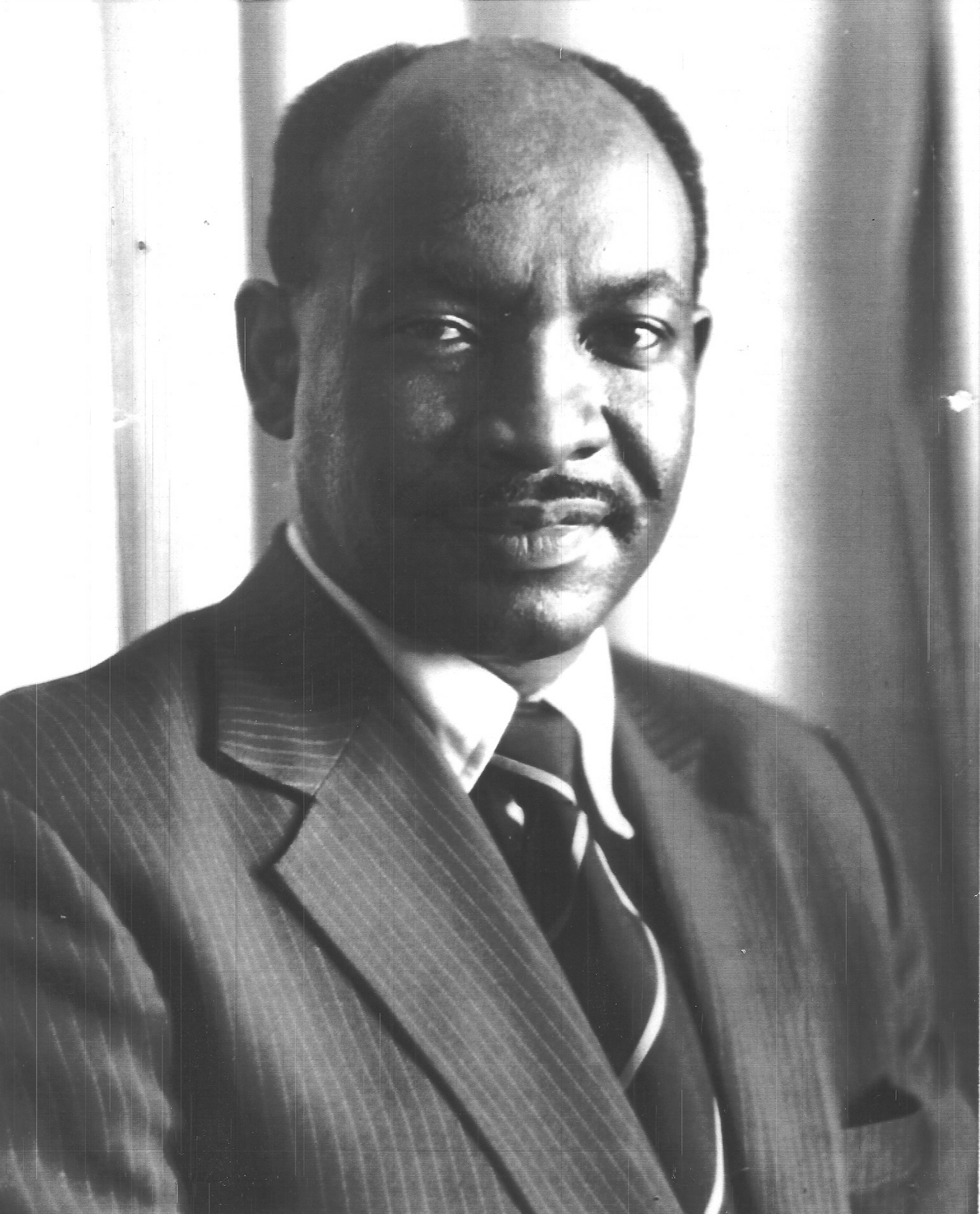
Joseph W.S. deGraft-Johnson

Joseph W. S. deGraft-Johnson (* 6. Oktober 1933 in Cape Coast; † 22. April 1999 in London) war  unter Präsident Hilla Limann vom 24. September 1979 bis zum 31. Dezember 1981 Vizepräsident von Ghana.

## Berufliche Laufbahn
De Graft-Johnson übte vor seiner Ernennung zum Vizepräsidenten seinen Beruf als Ingenieur aus und hielt Vorlesungen am Institut für Gebäude und Straßen der Kwame Nkrumah University of Science and Technology in Kumasi, deren Direktor er später wurde. Er war zudem einer der Gründer und Präsident des Ghana Institute of Engineers (GhIE).

## Politische Karriere
In der Zeit der Militärdiktatur des  Supreme Military Council stand er in Opposition zum Militärregime und wurde deshalb Opfer persönlicher Attacken. Nachdem der National Redemption Council das Verbot politischer Parteien aufgehoben hatte, trat Joseph de Graft Johnson bei ihrer Gründung 1979 der People’s National Party bei. Nach dem Sieg der PNP bei den Wahlen 1979 wurde er in der Regierung Limann der erste Vizepräsident Ghanas. Am 31. Dezember 1981 wurde die Regierung durch einen Staatsstreich gestürzt und DeGraft-Johnson ging nach London ins Exil, wo er am 22. April 1999 starb.

## Veröffentlichung
- Joseph W.S. de-Graft Johnson, Harbhajan Bhatia und A. A. Hammond: Lateritic Gravel Evaluation for Road Construction (Memento vom 21. Mai 2005 im Internet Archive). In: Journal of the Soil Mechanics and Foundations Division, volume 98, S. 1245–1265, 1972 (englisch)